# Barnettella speciosa
Barnettella speciosa är en svampart som beskrevs av D. Rao & P.Rag. Rao 1964. Barnettella speciosa ingår i släktet Barnettella, divisionen sporsäcksvampar och riket svampar.   Inga underarter finns listade i Catalogue of Life.